# José López Portillo
José Guillermo Abel López Portillo y Pacheco (Ciudad de México, 16 de junio de 1920-Ciudad de México, 17 de febrero de 2004) fue un abogado, profesor, escritor y político mexicano que se desempeñó como presidente de México del 1 de diciembre de 1976 al 30 de noviembre de 1982.
Durante su mandato, sucedieron hechos como la concertación, la petrolización de la economía, la aplicación de la reforma política inicial para democratizar al país y la primera visita del papa Juan Pablo II. En el terreno económico, durante su gobierno México experimentó, en apenas un par de años, el más alto crecimiento económico nacional en su historia, seguido de una grave caída —la primera en la segunda mitad del siglo XX— debida a una política monetarista y una dilapidación de los recursos públicos provenientes principalmente de los excedentes del petróleo. 
La súbita caída de los precios del petróleo en el verano de 1981 desencadenó una crisis económica y financiera que se agravó hacia el final del gobierno de López Portillo, al tiempo que los aumentos en las tasas de interés por parte del gobierno estadounidense incrementaron en forma vertiginosa la deuda externa de México (que había recurrido al financiamiento externo para desarrollar las reservas petroleras que habían sido descubiertas) de forma tal que, hacia el final del sexenio, el país tenía la deuda externa más grande del mundo. En este contexto, en los últimos meses de su gobierno hubo una fuga de capitales masiva por lo que, tres meses antes de que concluyera su administración, López Portillo decretó la nacionalización de la banca y el control de cambios. 
La grave crisis económica, aunada a los casos de corrupción y nepotismo que envolvían a su gobierno, harían de López Portillo uno de los presidentes más controversiales en la historia nacional, además de ser el último presidente identificado con la corriente del nacionalismo económico, puesto que sus sucesores emprenderían un viraje hacia el neoliberalismo.

## Primeros años y trayectoria académica
Nació el 16 de junio de 1920 en Ciudad de México, en el seno de una familia de políticos e intelectuales. Sus antepasados paternos procedían de la pequeña localidad española de Caparroso, en Navarra (algo de lo que presumía con frecuencia).
Su abuelo, José López Portillo y Rojas (1850-1923), fue un distinguido escritor y político, que se llegó a desempeñar como diputado federal, senador, gobernador de Jalisco y secretario de Relaciones Exteriores durante la presidencia de Victoriano Huerta y fue miembro y director de la Academia Mexicana de la Lengua. Su padre, José López Portillo y Weber (de quien siguió en su juventud el consejo de no ir tras el poder, pues pensaba que «Los defectos de un hombre honrado son las cualidades de un político») se dedicó a los campos de la milicia, la historia y las letras.
Estudió la licenciatura en Derecho en la Facultad de Derecho de la Universidad Nacional Autónoma de México (UNAM), terminando sus estudios en 1946.
En 1951, contrajo primeras nupcias con Carmen Romano, del cuyo matrimonio nacieron tres hijos: José Ramón, Carmen Beatriz y Paulina. 
Tras ser abogado litigante, en 1960 también se empezó a desempeñar como catedrático en la UNAM, después de que su amigo íntimo de su infancia, Luis Echeverría, desocupara un espacio para la cátedra.[cita requerida] Impartió diversas clases, «Teoría general del Estado moderno». Durante su tiempo como profesor, le daría clases a su futuro sucesor en la presidencia, Miguel de la Madrid. Asimismo, también impartió clases en el Instituto Politécnico Nacional (IPN); en 1961 fundó el doctorado en Ciencias Administrativas en la Escuela Superior de Comercio y Administración de dicho instituto.

## Inicios de su carrera política
Entró en política en 1959 de la mano del Partido Revolucionario Institucional (PRI), la organización que durante la mayor parte del siglo XX dominó de manera absoluta la vida política mexicana, animado por el ideario del entonces presidente Adolfo López Mateos. 
Poco después, escaló por las jerarquías del Gobierno Federal pasando por la Secretaría del Patrimonio Nacional, la Oficina de la Presidencia de la República y la dirección de la Comisión Federal de Electricidad.
De 1972 a 1973 fue el director general de la Comisión Federal de Electricidad. Tras la renuncia de Hugo B. Margáin en 1973, fue nombrado secretario de Hacienda y Crédito Público por el presidente Luis Echeverría Álvarez, hasta su renuncia por su postulación como candidato presidencial en 1975. 
Logró hacerse de la cartera financiera del país al ocupar el puesto de secretario de Hacienda de 1973 a 1975. Esto quebró la norma no escrita de que la economía nacional se definía por su titular en turno, que debía ser un hombre avezado en las finanzas estatales y guiado por criterios mayoritariamente técnicos. Al carecer López Portillo de experiencia en economía, su nombramiento ponía la dependencia al servicio de las conveniencias y decisiones políticas del presidente Echeverría, que declaró: "A partir de ahora, la política económica se decide en Los Pinos". 
Durante esta época, López Portillo era informante de la Agencia Central de Inteligencia (CIA) estadounidense, según se sabría al desclasificarse documentos secretos en 2023.Seguía así los pasos tanto de Echevarría como de sus antecesores Gustavo Díaz Ordaz y Adolfo López Mateos, que también habían tenido vínculos con la CIA.

## Elecciones de 1976
López Portillo fue el único candidato en las elecciones de 1976 que contó con registro oficial. En aquel tiempo, los mandatarios emanados del PRI escogían personalmente a su sucesor, y López Portillo fue la opción del presidente Echeverría, de nuevo haciendo valer su añeja amistad y rompiendo también con los pronósticos de que el secretario de Gobernación fuera el elegido natural, quedándose en el camino Mario Moya Palencia. Los siguientes meses López Portillo realizó campaña bajo el lema "La solución somos todos", pero sin adversario alguno, pues el único partido verdaderamente opositor con registro, el derechista Partido Acción Nacional (PAN), no presentó candidato debido a fuertes divisiones internas. La izquierda, por su parte, al estar proscrito el Partido Comunista Mexicano (PCM), se aglutinaba en las universidades públicas y en guerrillas urbanas o rurales y lanzó de manera simbólica a uno de sus líderes históricos, el sindicalista Valentín Campa, que obtuvo cientos de miles de votos que fueron declarados no válidos. 
Tras las elecciones, López Portillo impulsó la Reforma Política de 1977, orquestada por su secretario de Gobernación, Jesús Reyes Heroles, la cual representó el primer avance fehaciente para que México transitase de un régimen de partido hegemónico a uno de pluripartidismo y poder compartido.

## Presidente de México
Rodeado de la polarización y el desorden legados por la administración de Luis Echeverría, el 1 de diciembre de 1976 José López Portillo tomó posesión como presidente de México y pronunció un discurso que en un principio le ganó apoyo y confianza por parte de ciertos sectores por su interés conciliatorio y el abandono de la retórica demagógica y grandilocuente que primó en todo el sexenio anterior. Su proyecto de gobierno se dividía en tres partes: dos años de recuperación, dos de consolidación y dos de crecimiento acelerado, y para lograrlo urgía a superar las discrepancias y avanzar: "Hagamos una tregua inteligente para recuperar nuestra serenidad y no perder el rumbo [...] podemos hacer de nuestra patria un infierno o un país donde la vida sea buena". Enseguida, pidió un emocionado perdón a los desposeídos y marginados por el fracaso del Estado en acertar a "sacarlos de su postración", lo que expresó cambiaría en su gobierno, bordando así un momento memorable dentro del devenir político contemporáneo.
Empero, los primeros tiempos se enrarecieron por los rumores sobre el activismo del expresidente Echeverría (recogidos y amplificados por Reyes Heroles, quien sostenía una sabida rivalidad con el anterior titular del Ejecutivo) que, mediante su Centro de Estudios Económicos y Sociales del Tercer Mundo y la presencia de estrechos colaboradores impuestos en el gabinete entrante y en el Poder Legislativo, buscaba seguir influyendo en los ámbitos de decisión con una agenda propia, violando otra pauta básica del predominio presidencial de la época, misma que exigía de los mandatarios en retiro su desapego sin cortapisas de la política nacional, lo cual llevó a López Portillo a prescindir de ciertos personajes (los casos más evidentes fueron el de Porfirio Muñoz Ledo en la cartera de Educación y el del presidente del Congreso, Augusto Gómez Villanueva), a encarcelar a funcionarios de aquel periodo (como Eugenio Méndez Docurro y Félix Barra García, exsecretarios de Comunicaciones y Transportes y de la Reforma Agraria respectivamente, así como al exdirector del Fideicomiso Bahía de Banderas, Alfredo Ríos Camarena, y al del Instituto Mexicano del Café, Fausto Cantú Peña), y a enviar fuera al mismo Echeverría como embajador en la Organización de las Naciones Unidas para la Educación, la Ciencia y la Cultura (UNESCO) en 1977 y en 1978 ante la apartada Australia, con concurrencia en Nueva Zelanda y Fiyi, aniquilando así cualquier intromisión en su gobierno.
En lo financiero, la situación era difícil en general dado que, apenas unos días antes de entrar en funciones, se realizó una de las devaluaciones más severas que el país hubiese vivido hasta esas fechas y se obtuvo un préstamo del Fondo Monetario Internacional con el acuerdo de ejercer un presupuesto reducido y mantener bajos los salarios. Constreñido por los malos manejos de su antecesor y ante aquellas disposiciones, López Portillo se mostró prudente en cuanto a gasto e inversiones se refería, pero todo cambiaría cuando, como secuela de la Guerra de Yom Kipur, los países árabes interrumpieron la venta de petróleo a Estados Unidos y a Europa Occidental por el apoyo brindado a Israel. Esto, junto al descubrimiento de nuevos yacimientos en Chiapas, Tabasco y de la rica Sonda de Campeche, catapultó a México como primer exportador de crudo, lo que permitió que el Producto Interno Bruto se elevara a un 8% anual y que la tasa de desempleo se redujera en un 50%. "México, país de contrastes, ha estado acostumbrado a administrar carencias y crisis. Ahora [con] el petróleo en el otro extremo, tenemos que acostumbrarnos a administrar la abundancia", fue el reto y promesa a la vez que el presidente acuñó e hizo patente a la sociedad ante la inesperada jauja, aderezando las buenas nuevas con una perla del egocentrismo que le embargaría sin remedio: "Soy la última oportunidad de la Revolución".
En el plano cultural, José López Portillo realizó esfuerzos desde su investidura para desaparecer el Instituto Nacional de Bellas Artes por considerarlo "burocratizado e incapaz". Algunas versiones apuntan que el objetivo de la maniobra pudo haber sido colocar a su entonces esposa, Carmen Romano y a su hermana, Margarita López Portillo —que ocupó la Comisión de Radio, Televisión y Cinematografía de la Secretaría de Gobernación— en el control del sector cultural estatal mexicano. Al encontrar oposición a dicha decisión, fundó una estructura institucional que funcionaba de manera paralela al INBA llamada Fondo Nacional para las Actividades Sociales (Fonapas), mismo que contó con actividades culturales y presupuesto paralelo al del principal instituto cultural del Estado, pero bajo la dirección de Carmen Romano. Un segundo intento de López Portillo hacia el INBA sería convertirlo en un organismo copiado del National Endowment for the Arts de los Estados Unidos, como un fondo autónomo con el control discrecional del ejecutivo. El 24 de septiembre de 1981 emitió el decreto presidencial para crear el Instituto de Investigaciones Dr. José María Luis Mora para impulsar la investigación en historia y ciencias sociales en México.

### El plano internacional

Reunión de jefes de estado en la cumbre "Norte-Sur" de Cancún: entre otros, Ronald Reagan, Margaret Thatcher, François Mitterand, Pierre Trudeau, José López Portillo, Luis Herrera Campíns, Indira Gandhi y Kurt Waldheim, 1981.

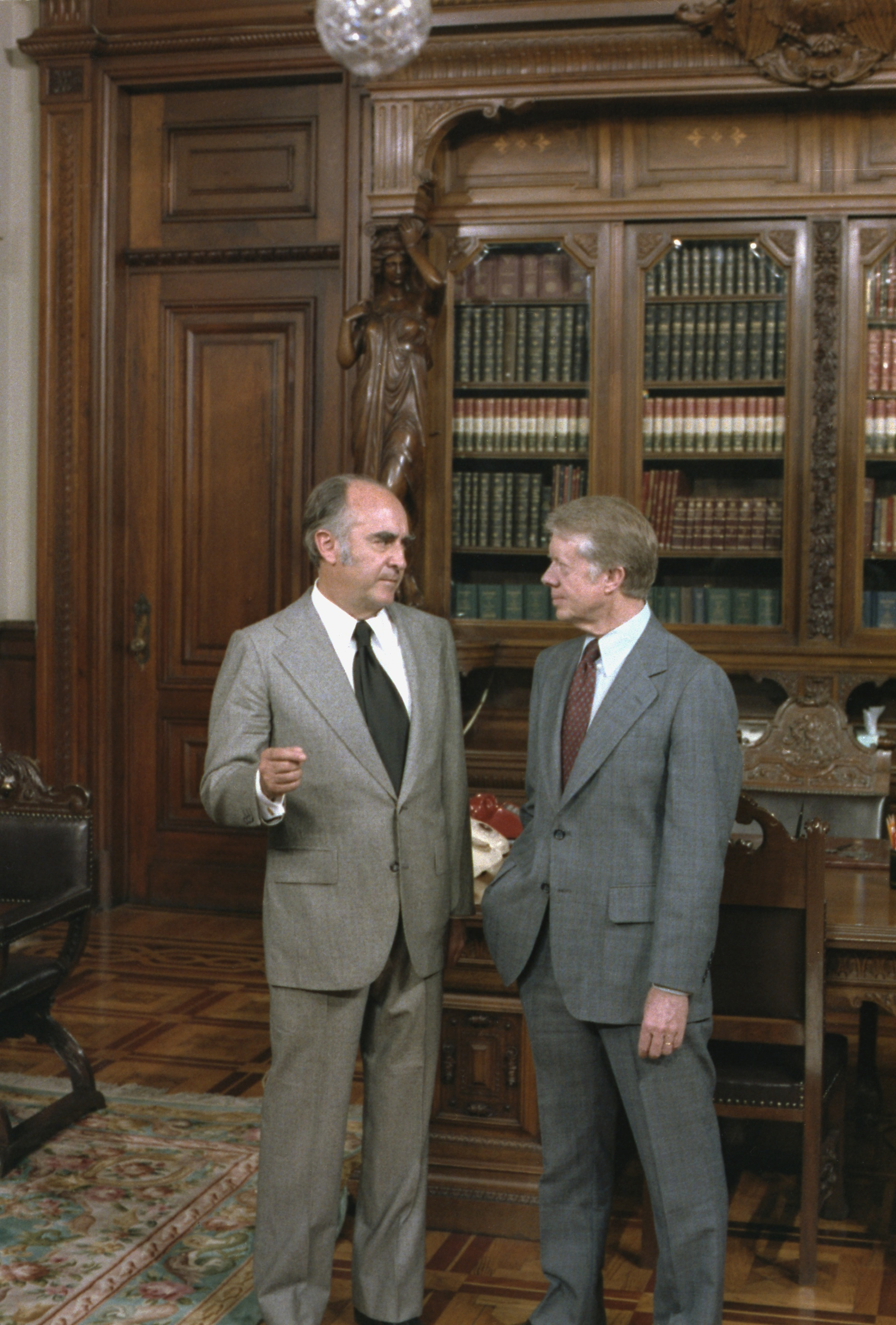
José López Portillo y el Presidente de los Estados Unidos Jimmy Carter en Palacio Nacional (Oficina Presidencial) en 1979.

En 1977 comenzó el restablecimiento de las relaciones diplomáticas de México con el régimen encabezado por el rey Juan Carlos I y presidido por Adolfo Suárez, a dos años del fin del Franquismo, siendo designado como embajador de México en España el exmandatario Gustavo Díaz Ordaz. Ante esta designación, Carlos Fuentes, embajador de México en Francia, decidió renunciar, argumentando que no iba a reunirse ni quería ponerse al nivel de quien señalaba como responsable de la Matanza estudiantil del 2 de octubre de 1968. Al conocer la noticia, López Portillo ofreció la embajada vacante a Echeverría, quien prefirió la representación de México ante la UNESCO, con sede en París, en donde permaneció hasta 1978.
En enero de 1979, López Portillo auspició la visita del papa Juan Pablo II, luego de décadas de lejanía con la Iglesia católica, autorizando el oficio de una misa al aire libre transmitida inéditamente por televisión.[cita requerida]
En ese año, el gobierno mexicano se opuso al régimen nicaragüense de Anastasio Somoza Debayle y, tras la caída de este y el triunfo de la revolución sandinista, México participó apoyando a los sandistas e intentó mediar entre Estados Unidos y el nuevo gobierno nicaragüense. Pero, con el arribo de Reagan a la presidencia norteamericana, el Departamento de Estado protestó por lo que llamó "el intervencionismo mexicano en Centroamérica" y México tuvo que desistir en su intento de conciliación. Sin embargo, los nicaragüenses le otorgaron a López Portillo la medalla "César Augusto Sandino", en premio a sus esfuerzos a favor del nuevo gobierno.
En el caso de Nicaragua, Cuba compartía con México el interés de ver triunfar a la revolución sandinista. Cuba había desempeñado un papel muy importante a favor de la revolución nicaragüense a través de asesoría militar y de apoyo económico y en armamento. López Portillo, aprovechando el contexto de estrechamiento de las relaciones entre México y Cuba que se venía gestando desde 1975, invitó a Fidel Castro a México para exponer las ideas que cada uno tenía en cuanto a Centroamérica, en especial de Nicaragua. Así, el 17 de mayo de 1979, después de 22 años de no pisar territorio mexicano, el mandatario cubano se entrevistó con su homólogo mexicano en Cozumel, Quintana Roo, formalizándose la relación México-Cuba.
La actitud del régimen mexicano en apoyo a los opositores de la dictadura salvadoreña culminó con el reconocimiento, por parte de los gobiernos de México y Francia, del Frente Farabundo Martí de Liberación Nacional como fuerza beligerante en El Salvador.
En 1981, López Portillo propuso ante el pleno de la Organización de las Naciones Unidas el Plan Mundial de Recursos Energéticos; fue galardonado con el Premio Príncipe de Asturias de Cooperación Iberoamericana en su primera edición e investido como Caballero de Gran Cruz adornada con el Gran Cordón de la Orden al Mérito de la República Italiana. A fines de ese año, se organizó la Cumbre Norte-Sur en la ciudad de Cancún para promover el diálogo entre los países del Primer y Tercer Mundo.

### El desastre económico
En materia económica su administración se caracterizó, sobre todo en su segunda mitad, por tomar decisiones arbitrarias y financieramente ineptas que detonaron la crisis más severa en la historia de México desde la época revolucionaria, no solo repitiendo, sino aumentando los errores del periodo echeverrista. El gobierno, obnubilado por las ganancias del petróleo y la euforia de los mercados, guardó los propósitos de inicio en un cajón y tramitó con la banca extranjera una pléyade de préstamos irreflexivamente para sufragar la exploración e infraestructura de explotación de los depósitos petroleros; puso en marcha proyectos de desarrollo condenados al fracaso por su pomposidad y mala preparación (la Alianza para la Producción, el Plan Nacional de Zonas Deprimidas y Grupos Marginados, el Sistema Alimentario Mexicano o el Plan Global de Desarrollo, el más elocuente de todos); y fomentó una obesa burocracia al crear nuevas secretarías de Estado y multitud de organismos, adquiriendo y participando igualmente en más de medio millar de empresas lo que, junto a una corrupción galopante, terminó no solo por reducir a cero los excedentes del petróleo (calculados en cien mil millones de dólares entre 1978 y 1981), sino por multiplicar la deuda externa ante el aumento de las tasas de interés, añadiéndose intrigas palaciegas desde la Secretaría de Programación y Presupuesto rumbo a la determinación de la candidatura presidencial del PRI, traducidas en diagnósticos desprendidos de cuentas manipuladas que truncaron medidas elementales como el recorte al gasto corriente y la baja de precio del barril de crudo para afrontar la sobreoferta y la austeridad energética autoimpuesta por el mercado mundial, siendo los chivos expiatorios el secretario de Hacienda, David Ibarra, y el director de Petróleos Mexicanos (PEMEX), Jorge Díaz Serrano (un amigo más de los años mozos del mandatario en el primer nivel del servicio público), ambos serios aspirantes al Ejecutivo.
Con respecto a la moneda, el peso fue tardíamente devaluado en alrededor de un 400% como producto de otro episodio de la frivolidad de López Portillo ("Presidente que devalúa, se devalúa", pontificaba). En el marco de la VI Reunión de la República, el 4 y 5 de febrero de 1982, juró defenderlo "como perro" frente a la embestida que sufría de los "enemigos" de la patria, pero para el 18 de febrero de 1982 la Secretaría de Hacienda se vio forzada a declarar la moratoria de pagos y a devaluar el circulante de 28.50 a 46 pesos por dólar, frenándose en 70 pesos solo después de imponerse el cierre del mercado cambiario para atajar la escalada, que inclusive sobrepasaría los cien pesos por cada billete verde.
El 1 de septiembre de 1982, día de su último informe de gobierno, habría de encarar a la ciudadanía para anunciarle el caos. Culpó de la debacle a los banqueros y a los "sacadólares", no admitió tener que ver en el hundimiento financiero del país ("Soy responsable del timón, pero no de la tormenta") y, de un plumazo, nacionalizó la banca y decretó el control de cambios, más en el tenor de una rabieta desesperada, de un golpe de efecto, que en el de medidas sopesadas y necesarias, lo que se vislumbró en su argumentación: "Ya nos saquearon. México no se ha acabado. ¡No nos volverán a saquear!". En los siguientes años, los resultados de dichas ocurrencias (cuyo costo al erario por los conceptos de compra e indemnización del entramado bancario se estimó en unos tres billones de pesos) fueron más que funestos, como se patentizó al poco tiempo con el apogeo de una banca paralela encubierta en casas bursátiles e instituciones financieras diversas que incentivaron la especulación, con la negligente reprivatización bancaria que puso otra vez a la nación a un paso de la ruina a mediados de la década de los noventa, y con el abuso y fracaso del Fondo Bancario de Protección al Ahorro (Fobaproa), que en su reestructuración como deuda pública, pactada legislativamente desde 1998, absorbe hasta la fecha enormes cantidades presupuestarias.
Luego, al recordar a los desposeídos y marginados, aquellos a quienes en su primer mensaje como mandatario había pedido perdón, José López Portillo lloró teatralmente frente a millones de mexicanos y golpeó impotente con su puño el atril de la tribuna principal del Palacio Legislativo de San Lázaro, aceptando al menos su "responsabilidad personal" al fallarles; un despliegue histriónico que conmovió a muy pocos, enfureció a los más y fue motivo de parodias y burlas para poner punto final a seis años de expectativas tan altas como su frustración que completaron, sumados a los del periodo de Luis Echeverría, la coloquialmente denominada "docena trágica" del populismo (en un juego de palabras que evocaba a la Decena Trágica, diez días de asesinatos e inestabilidad en febrero de 1913 que concluyeron con la renuncia y el asesinato del presidente Francisco I. Madero y del vicepresidente José María Pino Suárez). Amén de lo peyorativo de la comparación, con estas dos administraciones fue evidente para la opinión pública, los empresarios, la comunidad internacional, la Iglesia e incluso para buena parte de la clase priísta lo peligroso y lo imposible que resultaría dejar por mucho tiempo más el destino del país bajo el criterio de un solo hombre. Desde entonces, y echando mano de la misma reforma política que López Portillo estimuló (aún con todas sus carencias y trabas que, con los años, se han superado), ya no se detuvieron el cambio gradual de los fundamentos del sistema de poder en México, la pérdida de fuerza del partido oficial y el crecimiento de una oposición que penetraría con ímpetu firme en los distintos niveles de gobierno, todo ello alentado siempre por una sociedad justificadamente molesta y cansada.

### La sucesión presidencial
Previo al término de su administración y luego de ir descartando aspirantes de entre los más próximos de su equipo, López Portillo se aprestó a cumplir con el ritual sucesorio priísta y fijó sus pautas de selección en dos nombres: si el panorama nacional requería de un personaje con mayor bagaje político, el escogido sería el entonces dirigente nacional del PRI, Javier García Paniagua; sin embargo, si las circunstancias sugerían un perfil diestro en sortear dificultades financieras, la candidatura le correspondería a su secretario de Programación y Presupuesto, Miguel de la Madrid. Ante la severa crisis, este último fue el elegido. Para la organización, tantos años gobernante, dicha postulación abonó notablemente en el cambio de su curso histórico, ya que el sustento ideológico y práctico desde su fundación, el nacionalismo revolucionario (nutrido de los logros de la gesta de 1910, del corporativismo y de la necesidad de un Estado con amplias facultades para luchar contra la desigualdad social, manejado por políticos disciplinados que recorrieran los escalafones del PRI y de la burocracia) fue gradualmente remplazado por la tecnocracia y sus hombres, generándose reacomodos y rupturas importantes para su futuro y el de México.
De la Madrid era claro ejemplo de esto, al ser un destacado abogado formado en el Banco de México con experiencia en materia económica y el primero de una lista de gobernantes que se caracterizaría por una presunción de estudios de posgrado realizados en prestigiadas universidades estadounidenses (como Harvard y Yale) y una visión orientada al mercado y a la iniciativa privada, en consonancia con los dictados de aquellos tiempos, tendientes al neoliberalismo y la globalización y marcados por líderes defensores del aperturismo y la desregulación como Margaret Thatcher o Ronald Reagan.

## Últimos años
Divorciado de Carmen Romano en 1991, después de cuarenta años de matrimonio, se unió civilmente a Sasha Montenegro, una actriz retirada de ascendencia yugoslava con la que vivía hacía varios años y tenía ya dos hijos: Nabila y Alejandro. Transcurrido un mes de la muerte de su primera esposa, celebrarían el matrimonio eclesiástico.
En los medios de comunicación, el nombre de López Portillo no cesó de causar revuelo esporádicamente, ya por diferencias públicas ventiladas a través de la prensa con el expresidente Echeverría (la aparición de un famoso desplegado intitulado ¿Tú también, Luis?, en el que reprocha a su otrora amigo el haberse sumado a las críticas por la forma en que terminó su gestión, es el episodio más recordado); por la publicación de sus polémicas memorias, denominadas Mis tiempos (en dos tomos), en 1988; por la salida a la luz pública de una hija nacida en los años ochenta; por los intentos de expropiar los mencionados terrenos de la capital del país en Chapultepec o los del Centro Histórico donde se halla la Universidad del Claustro de Sor Juana (un centro privado de estudios humanísticos administrado por su hija Carmen Beatriz), los cuales, se acusa, fueron irregularmente cedidos por instrucciones del expresidente a su familia mientras ostentaba el poder, debiendo formar parte del dominio público, pues en ellos vivió la importante literata colonial en cuyo honor el espacio educativo lleva su nombre; o bien por la valoración histórica de su gobierno, coincidente con la creciente libertad de expresión que México conquistó a partir de los años ochenta, soliéndose encontrar el cenit de los vicios del antiguo sistema político y las causas de las dificultades económicas nacionales actuales en su presidencia.
Durante la etapa final de su vida fue víctima de diabetes y de las secuelas de una embolia sufrida en 1996. Además, protagonizó otros problemas legales en 1997, tales como la demanda que interpuso y ganó en contra de la periodista Isabel Arvide al insultar ésta a su cónyuge y cuestionar la paternidad de sus hijos menores en un artículo y el proceso de divorcio de Sasha Montenegro, obteniendo cerca de 5 millones de pesos.
Falleció el 17 de febrero del 2004 en la Ciudad de México a la edad de 83 años, víctima de una complicación cardiaca generada por una neumonía. Sus restos descansan en el Cementerio Militar de la Ciudad de México. Debido a que su muerte ocurrió durante el proceso de divorcio, Montenegro era la legítima viuda, gozando de las prestaciones económicas que la ley le otorgaba.

## Agente de la CIA
En abril de 2023, documentos desclasificados por la administración de archivos nacionales de los Estados Unidos revelaron que López Portillo fue colaborador de la Agencia Central de Inteligencia antes de asumir la presidencia. En esta condición, como funcionario de alto nivel, durante años estuvo involucrado en la operación de escuchas telefónicas entre México y Estados Unidos conocida en clave como LIENVOY, entre otras actividades clandestinas de la agencia.
López Portillo es el cuarto mandatario mexicano en ser develado públicamente como agente de la CIA, luego de sus antecesores Luis Echeverría Álvarez, Gustavo Díaz Ordaz y Adolfo López Mateos. Durante estas administraciones, la agencia asesoraría en estrategias de contrainsurgencia a la extinta Dirección Federal de Seguridad durante la llamada Guerra Sucia, un conjunto de medidas de represión político-militares por parte del gobierno del PRI encaminadas a disolver movimientos opositores de izquierdas, tanto políticos como armados.

## Obras publicadas
- Génesis y teoría del Estado moderno (1969).
- Quetzalcóatl (1965).
- Don Q (1975, reimpresiones en 1976 y 1987).[27][28]
- Ellos vienen... La conquista de México (1987).
- Mis tiempos (2 tomos, 1988).
- Umbrales (1997).